# Mimmenhausen
Die Ortschaft Mimmenhausen ist ein Teilort der Gemeinde Salem in Baden-Württemberg.

## Geographie

### Gliederung

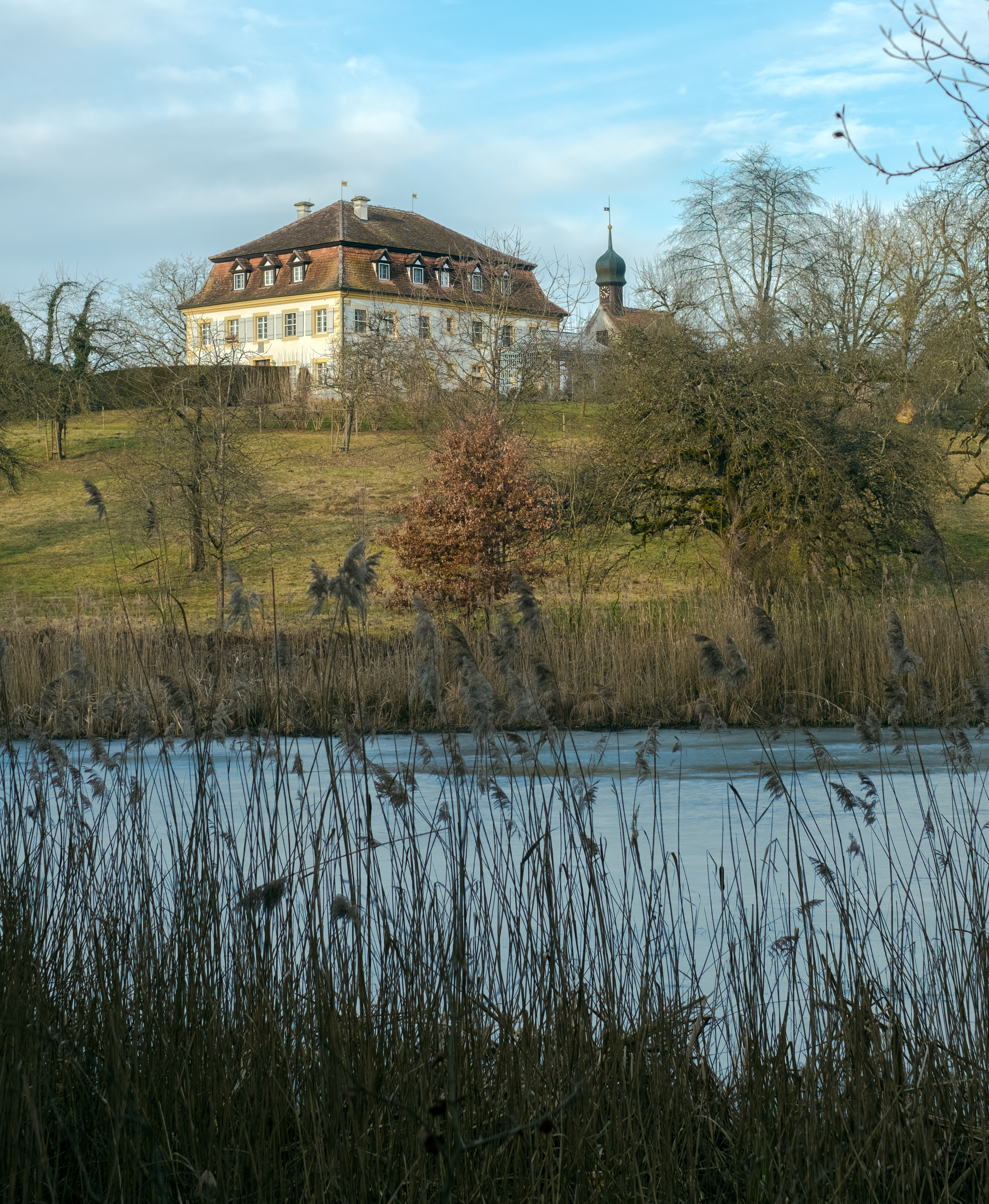
Schloss Killenberg

Zu Mimmenhausen gehören das Dorf Mimmenhausen, das Haus Killenberg sowie die Wüstung Banzenreute.

### Ausdehnung des Gebiets
Die Gesamtfläche der Gemarkung Mimmenhausen beträgt 628 Hektar (Stand: 30. November 2011).

## Geschichte
Mimmenhausen wurde 1132 in einer Schenkungsurkunde erstmals urkundlich erwähnt. Der Ort ist allerdings wesentlich älter und schon zwischen dem 6. und 8. Jahrhundert entstanden. Als die Reichsabtei Salem 1331 vom Kloster Petershausen dessen letzten Besitz in Mimmenhausen erwarb, war damit auch die Schutz- und Schirmvogtei verbunden. Im Ort entwickelte sich ein reich gegliederter Handwerkerstand, darunter Steinhauer, Bildhauer, Hut- und Uhrenmacher, Büchsenmacher, Gürtler, Glockengießer und Gerber sowie eine Mahl- und Ölmühle, eine Seifensiederei und Brauereien. Ab Ende des 17. Jahrhunderts befand sich in Mimmenhausen die Garnison der Reichsabtei, die dem Kaiser in Kriegszeiten ein Kontingent Soldaten zu stellen hatte. Ein Großteil der Bediensteten des Klosters wohnte in Mimmenhausen; zur Ausbildung von deren Kindern bekam der Ort im 17. Jahrhundert eine Lateinschule. 
1951 begann der Bau einer Wasserleitung. Im Jahr 1964 kam der Turnhallenbau und 1968 der Anschluss an Kanalisation und Kläranlage.
Mimmenhausen wurde am 1. April 1972 nach Salem eingemeindet. Bis zum 1. Januar 1973 gehörte Mimmenhausen (zuletzt als Ortsteil) dem Landkreis Überlingen an.

### Einwohnerentwicklung
Die Einwohnerzahl beträgt derzeit 3755 (Stand 31. Dezember 2024).
| Jahr | Einwohnerzahlen |
| ---- | --------------- |
| 1961 | 1222            |
| 1970 | 1584            |
| 2007 | 3090            |
| 2010 | 3064            |
| 2014 | 3069            |

## Religion

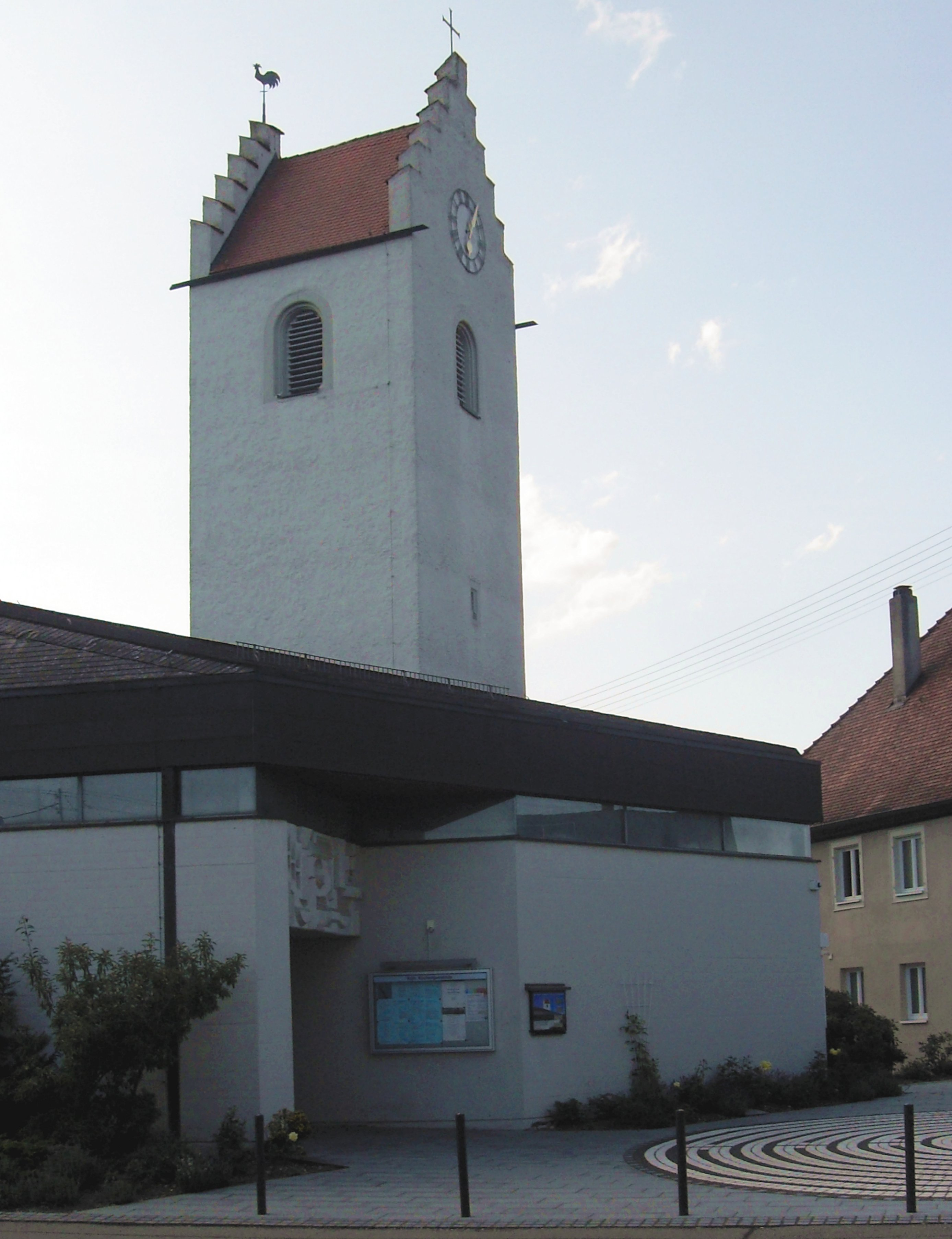
Pfarrkirche Unserer Lieben Frau

Die Pfarrkirche Unserer Lieben Frau in Mimmenhausen besteht aus dem noch erhaltenen mittelalterlichen Turm mit Stufengiebel und dem neu erbauten Kirchengebäude von 1969. In dem asymmetrischen hellen Kirchenraum befinden sich barocke Tauf- und Kreuzigungsfiguren aus alten Kirchen sowie beim Eingang die Grabsteine von Joseph Anton Feuchtmayer und Johann Georg Dirr. Der Mundartdichter Bruno Epple schrieb das Gedicht: Wallfahrt zu Feuchtmayers Grab 1953 (in der Vorgängerkirche).

## Wappen
Das Wappen der ehemals selbstständigen Gemeinde Mimmenhausen zeigt in Blau einen gold-rot-blau-grün-golden gebogenen Balken (Regenbogen), begleitet von drei 2 zu 1 gestellten goldenen Sternen.

## Kultur und Sehenswürdigkeiten

### Museen und Bauwerke

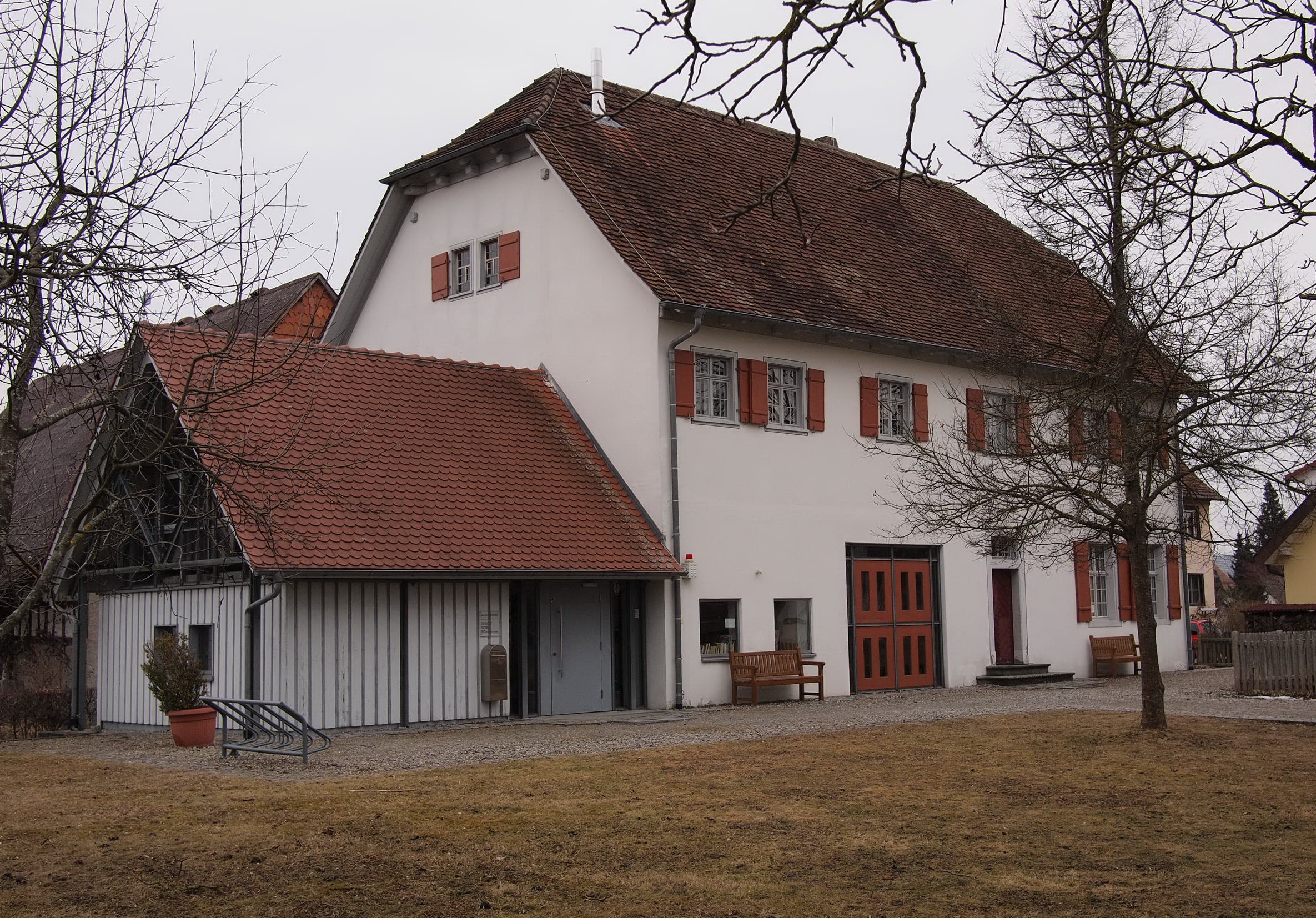
Das Feuchtmayer Museum

- Das Feuchtmayer Museum ist in den ehemaligen Wohn- und Werkstatträumen von Joseph Anton Feuchtmayer untergebracht und widmet sich dem bedeutendsten Künstler Mimmenhausens. Das Museum präsentiert Ausstellungsstücke zu Leben und Werk des Barockkünstlers.[6]
- Schloss Killenberg (privat)

### Vereine

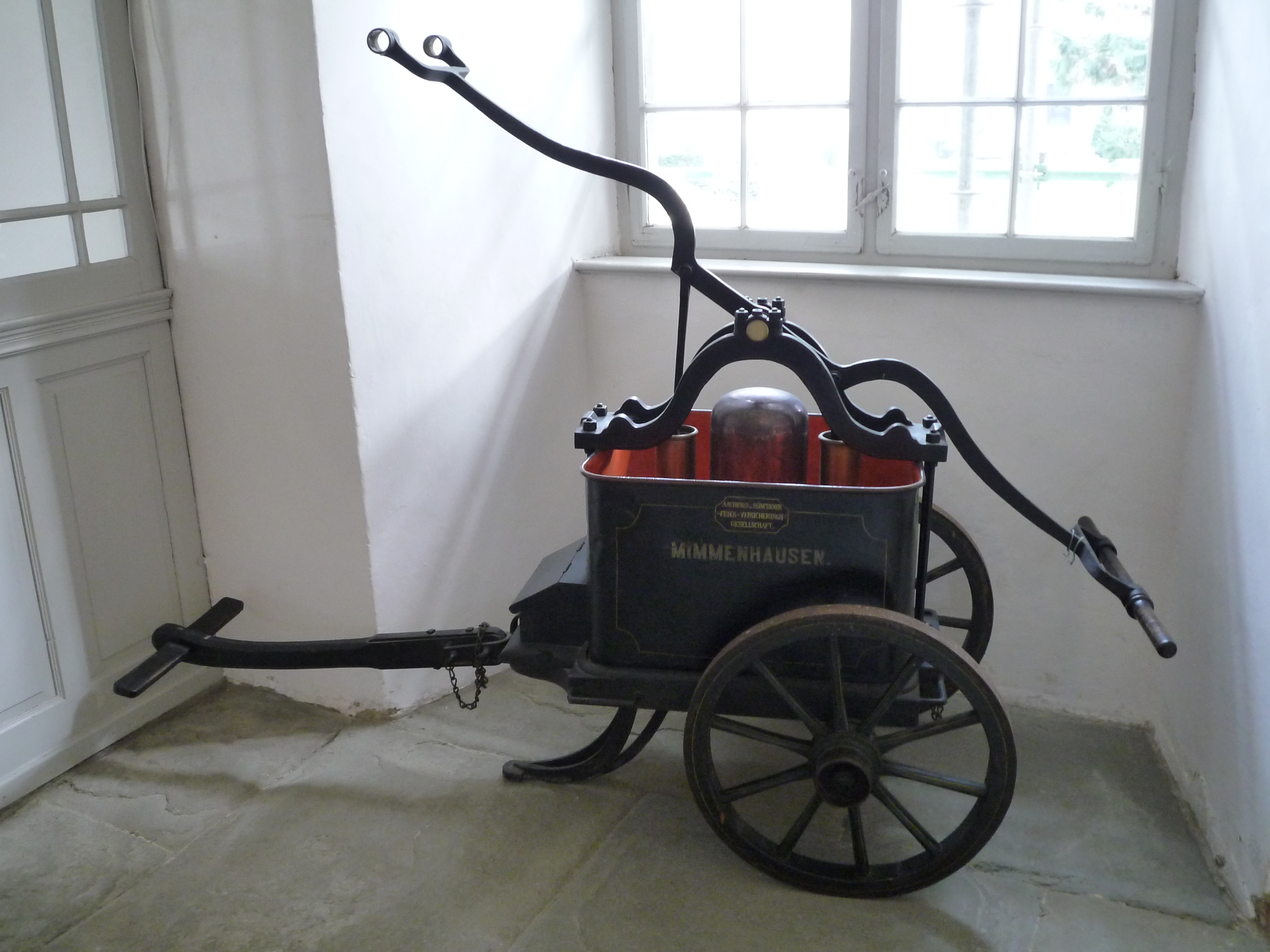
Spritze der Feuerwehr Mimmenhausen, ausgestellt in Schloss Salem

- TSV Mimmenhausen 1899 e. V.
- Musikverein Mimmenhausen e. V.
- Garnisonskanoniere e. V.

### Brauchtum
Die alemannische Fasnet wird gefeiert.
- Narrenverein Goldkäfer Mimmenhausen[7]

## Persönlichkeiten

### In Mimmenhausen geboren
- Friedrich Kössing (1825–1894), Theologe, Professor, Autor
- Joseph Kössing (1804–1891), römisch-katholischer Theologe und Geistlicher
- Marquard Wocher (1760–1830), Maler, Schöpfer des Wocher-Panoramas
- Tiberius Dominikus Wocher, auch Tibri Wocher (1728–1788), Maler des Barock, Hofmaler der Bischöfe von Konstanz

### Leb(t)en in Mimmenhausen
- Johann Georg Dirr (auch Dürr) (1723–1779), Bildhauer und Stuckateur
- Franz Anton Grieshaber (1725–1757), Metall- und Glockengießer
- Joseph Anton Feuchtmayer (1696–1770), Barockbildhauer und Stuckateur
- Markus Baur (* 1971), ehemaliger Handball-Nationalspieler, spielte in Mimmenhausen und lebt auch dort
- Christian Pampel (* 1979), ehemaliger Volleyball-Nationalspieler
- Valentin Erb (* 1989), Schauspieler